# Melbourne Ice
Melbourne Ice ist ein semi-professioneller australischer Eishockeyclub aus Melbourne, der 2002 gegründet wurde und in der Australian Ice Hockey League spielt.

## Geschichte
Melbourne Ice wurde 2002 gegründet und im Zuge der Liga-Erweiterung im selben Jahr in die Australian Ice Hockey League, die höchste Spielklasse des Landes, aufgenommen. Während die Mannschaft in den ersten vier Spielzeiten ihres Bestehens immer am Tabellenende auf Platz 5 bzw. 6 stand, gewann Ice 2006 überraschend den V.I.P. Cup als bestes Team der regulären Saison. In den folgenden Playoffs wurde man Dritter, was bislang die beste Leistung in der Geschichte von Melbourne Ice darstellte. In den folgenden beiden Saisons zog man jeweils ins Playoff-Halbfinale ein.
In der Saison 2010 gelang dem Verein der größte Erfolg seiner Vereinsgeschichte, als er durch einen 6:4-Finalsieg über die Adelaide Adrenaline erstmals den Goodall Cup, den australischen Meistertitel, gewann. Diesen Erfolg konnte die Mannschaft bereits im nächsten Jahr wiederholen. Zudem belegte sie den ersten Platz der regulären Saison und erhielt dafür die 2010 eingeführte H Newman Reid Trophy, was ihr auch 2016 und 2017 gelang. Auch 2012 und 2017 gewann das Team die Meisterschaft der AIHL.

## Erfolge
- Goodall Cup 2010, 2011, 2012, 2017
- V.I.P. Cup 2006
- H Newman Reid Trophy 2011, 2016, 2017

## Stadion
Die Heimspiele von Melbourne Ice werden seit 2010 im neuen National Ice Sports Centre (the Icehouse) in Melbourne ausgetragen.